# Copa Sul de Futebol Americano
A Copa Sul de Futebol Americano é um torneio interestadual realizado por equipes masculinas de Futebol Americano da região Sul do Brasil (Paraná, Santa Catarina e Rio Grande do Sul), não participantes do Campeonato Nacional, e com exclusividade no cronograma.
A Copa Sul de Futebol Americano é organizada pela Federação Catarinense de Futebol Americano (FCFA), porém todas as equipes possuem representantes na Gestão da Copa, ativamente participantes das decisões referentes ao torneio através de voto. A tabela de jogos é determinada com base no número de participantes, cronograma de arbitragem e respectiva logística.

## História
Desde 2013 a Federação Catarinense de Futebol Americano organiza a Copa Sul de Futebol Americano, uma ideia que surgiu após a realização da Copa Santa Catarina em 2012, que foi disputada por quatro equipes que não disputariam nenhum torneio nacional no segundo semestre. Naquela ocasião, Balneário Camboriú Lobos do Mar, Gaspar Devils, Itapema White Sharks e Criciúma Slayers participaram do torneio, com a final vencida pelos Slayers sobre o White Sharks.
2013 - I Copa Sul
A Copa Sul foi idealizada e criada por Ranieri D’Avila Ieski com assistência de Marcos Pires de Moraes em 2013, originalmente composta por quatro equipes, com a finalidade de dar oportunidade às equipes participantes que não possuíam cronograma de jogos para o segundo semestre. Uma competição direcionada à equipes pequenas ou em processo de reestruturação que não tivessem recurso humano e/ou financeiro para cumprir a logística de longas viagens requeridas em torneios nacionais. O foco da competição era prover oportunidades para ganho de experiência e condições de jogo aos iniciantes do esporte. O formato foi muito parecido com a Copa Santa Catarina, mas passou a se chamar Copa Sul pois envolvia uma equipe de outro estado, o Ponta Grossa Phantons, que entrou no lugar do Gaspar Devils. A final teve novamente a participação do Itapema White Sharks, que venceu os paranaenses e desta vez ficou com o título.
2014 - II Copa Sul
Novamente foram quatro equipes: desta vez o Ijuí Drones entrou no lugar do Phantons. Para adequar a tabela de jogos, a Federação Catarinense de Futebol Americano (FCFA) convidou a equipe do Itapema White Sharks para compor o elenco do torneio em caráter excepcional. A final do torneio foi uma reedição da Copa SC entre Itapema White Sharks e Criciúma, que havia mudado o nome para Miners. Os itapemenses foram bicampeões invictos.
2015 - III Copa Sul
Pela primeira vez, havia a participação dos três estados do Sul do País na mesma edição. Foram nove equipes divididas em três grupos que batalharam pelo título: Curitiba Guardian Saints, Corupá Buffalos, Itaiópolis Xoklengs, Camboriú Broqueiros, Criciúma Miners, Gaspar Black Hawks, Ijuí Drones, Restinga Redskulls e Santa Cruz Chacais. Com o grande número de times, foi a primeira vez que houve disputa de playoffs. Na final disputada em Gaspar (Mando da FCFA), os Chacais venceram o Corupá Buffalos e foram campeões.
2016 - IV Copa Sul
Novamente a Copa bateu o recorde de equipes participantes: dez times foram divididos em dois grupos – Black Hawks, Corupá Bufallos, Guardian Saints, Itaiópolis Xoklengs, Tigers Football, Criciúma Miners, Ijuí Drones, Bulls FA, Restinga Redskulls e Itajaí Dockers.  A final foi disputada por dois catarinenses, Miners e  Black Hawks. A equipe de Gaspar saiu campeã. Foi o primeiro título da equipe na história e o segundo vice-campeonato da Copa Sul para os Miners.
2017 - V Copa Sul
Em 2017 o número de equipes chegou a 12, com quatro equipes de cada Estado da Região Sul, divididas em 3 conferências regionais e suas divisões: Paraná (East e West), Santa Catarina (Border e Coast) e Rio Grande do Sul (Highland e Atlantic).  O formato dos playoffs será definido de acordo com as classificações (Seed) das equipes.

## Edições
| Ano  | COPA SUL             | COPA SUL              | COPA SUL      | COPA SUL   | COPA SUL |
| Ano  | Campeão              | Vice-campeão          | Participantes | Resultados | Ref.     |
| ---- | -------------------- | --------------------- | ------------- | ---------- | -------- |
| 2013 | Itapema White Sharks | Ponta Grossa Phantoms | 4             | Resultados | [ 2 ]    |
| 2014 | Itapema White Sharks | Criciúma Miners       | 4             | Resultados | [ 3 ]    |
| 2015 | Santa Cruz Chacais   | Corupá Buffalos       | 9             | Resultados | [ 4 ]    |
| 2016 | Gaspar Black Hawks   | Criciúma Miners       | 10            | Resultados | [ 5 ]    |
| 2017 | Corupá Buffalos      | Porto Alegre Pumpkins | 12            | Resultados | [ 6 ]    |
| 2018 | Itajaí Dockers       | Canoas Bulls          | 10            | Resultados | [ 7 ]    |
| 2019 | Itajaí Almirantes    | Blumenau Vikings      | 10            | Resultados |          |

### Títulos por equipe
| Equipe                | Títulos         | Vice-campeonatos |
| --------------------- | --------------- | ---------------- |
| Itapema White Sharks  | 2 (2013 e 2014) | -                |
| Corupá Buffalos       | 1 (2017)        | 1 (2015)         |
| Gaspar Black Hawks    | 1 (2016)        | -                |
| Itajaí Almirantes     | 1 (2019)        | -                |
| Itajaí Dockers        | 1 (2018)        | -                |
| Santa Cruz Chacais    | 1 (2015)        | -                |
| Criciúma Miners       | -               | 2 (2014 e 2016)  |
| Blumenau Vikings      | -               | 1 (2019)         |
| Canoas Bulls          | -               | 1 (2018)         |
| Ponta Grossa Phantoms | -               | 1 (2013)         |
| Porto Alegre Pumpkins | -               | 1 (2017)         |

### Títulos por estado
| Estado            | Títulos | Vice-campeonatos |
| ----------------- | ------- | ---------------- |
| Santa Catarina    | 6       | 4                |
| Rio Grande do Sul | 1       | 2                |
| Paraná            | -       | 1                |